# Rumour Has It
A Rumour Has It Adele angol énekes-dalszerző dala a 21 című második stúdióalbumáról (2011), amelyet Adele és Ryan Tedder írt, míg a produceri feladatokat utóbbi látta el. Adele kijelentette, hogy a dalt nem a média ihlette, hanem saját barátainak szánta, akik elhitték a bulvárlapokban róla olvasott „pletykákat”. A dal 2011. november 5-én jelent meg az album negyedik kislemezeként az Egyesült Királyságban.
A Rumour Has It elismerő kritikákat kapott, a kritikusok dicsérték a dalszöveget, a fülbemászóságot, Tedder produkcióját és Adele énekesi teljesítményét. A dal anélkül, hogy kislemezként megjelent volna az Egyesült Államokban, a Billboard Hot 100-as listáján a 16. helyen szerepelt, míg az Adult album alternative rádiós listájának élére került. A kislemez kétszeres platina minősítést kapott a RIAA-tól, mivel több mint 2 millió példányban kelt el az Egyesült Államokban. A Ringer - A vér kötelez és a The Lying Game című televíziós műsorokban is elhangzott. Adele második világkörüli turnéján, az Adele Live-on felvette a dalt a setlistre.

## Háttér
A Rumour Has It című dalt Adele és Ryan Tedder írta, a producere pedig Tedder volt. A Tedderrel való együttműködésről a Rumour Has It című dalban Adele elárulta: „Tényleg meg lehet mondani, amikor egy Ryan Tedder-dalt hallasz, amit kedvelek, de én valami olyannal akartam előállni, ami mindenkit meglep, ha mi ketten összeállunk, így jöttünk ki ezzel a bluesos-popos, tapsolós dallal, tényleg.” Adele kifejtette, hogy a dalt nem a média ihlette, hanem saját barátai ellen irányult, akik gyakran terjesztettek pletykákat a fiújától való szakításáról: „Az emberek azt gondolhatják, hogy a blogokról, magazinokról és újságokról szól, de nem erről van szó. A saját barátaimról szól, akik elhiszik azokat a dolgokat, amiket rólam hallanak, ami tényleg eléggé elkeserítő.” Adele azt mondta, hogy a Rumour Has It és a Rolling in the Deep dalszövegileg ellentétes a Someone like You-val. Azt mondta, hogy a Someone like You című dalt azután írta, hogy belefáradt abba, hogy a Rolling in the Deep vagy a Rumour Has It című dalokkal „ilyen szemétkedő” legyen.
2011. október 28-án egy Billboardnak adott interjú során a Columbia Records elárulta, hogy a Rumour Has It című dal a harmadik amerikai kislemezként jelenik meg az albumról, és a pop- és felnőtt kortárs rádiókba kerül. A dal kiadását azonban elvetették, és helyette 2011. november 21-én megjelent a Set Fire to the Rain. A Columbia ezt így magyarázta: „Kutatásaink szerint a műsorszolgáltatók inkább a Set Fire to the Raint részesítették előnyben. [...] Mind a Rumour, mind a Fire erősen visszajelzett, de a Fire egy kicsit erősebb volt. [...] A pop- és felnőtt rádiókban jobb választás a Fire a Rumour helyett.” A 2012. február 12-én megrendezett 54. Grammy-díjátadó után a Rumour Has It megjelent végül negyedik kislemezként.

## Kompozíció
A Rumour Has It című dalt a The A.V. Club „lélekdobogtatóként”, míg az AllMusic „blues-os hangvételű” dalként, Adele pedig „bluesos-popos trappolós dalként” jellemezte.  Noel Murray a The A.V. Clubtól „meggyőző háttérzenét” vélt felfedezni a dalban, és a zongorából és gitárból álló hasonló hangszerelés miatt Adele korábbi anyagához hasonlította, melyeket első stúdióalbumán, a 19-en (2008) hallott. Ian Wade a BBC Online-tól azt írta, hogy a dal „Wanda Jackson bosszúálló rock'n'roll lelkületét közvetíti”. Tom Townshend, az MSN Music munkatársa „hasonló ősi dübörgést” talált a Rolling in the Deep (2010) című számban, amely „tempós, hipnotikus, fenséges szimfonikus blues-szal megszakított funkot” alkotott. A Universal Music Publishing Group által a Musicnotes.com weboldalon közzétett kotta szerint a Rumour Has It d-moll hangnemben íródott.  A dal 126 ütem per perc ütemű tempóval szól. Adele énekhangja a D3-as hangtól az E6-os hangig terjed.

## Dalszöveg
A dal szövege két verzében íródott, a refrénben minden egyes alkalommal megismétli a „Rumor has it” rövid kifejezést. A refrén első két ismétlésében a szöveg minden esetben 8-szor ismétlődik, míg a refrén harmadik és egyben utolsó ismétlésében a „Rumor has it” kifejezést 14-szer ismétli meg. A dal első verzéjébenaz énekesnő szembesíti a fiúját az új szerelmi kapcsolatával, és emlékezteti őt, hogy nincs semmilyen közös múltja vele, ahhoz képest, amit a vele való kapcsolatával szerzett: „Neked és nekem van múltunk, vagy nem emlékszel?”. A második verzében tovább szembesíti a pasiját a sokkal fiatalabb nőhöz való felszínes kötődésével, és kijelenti: „Fele annyi idős, mint te/ Bár gondolom, ezért kalandoztál el,” azt sugallva, hogy a férfi eltévelyedése azzal a következménnyel járhat, hogy a nő elveszíti iránta érzett szeretetét.

## A kritikusok értékelései
A dal a kritikusok körében elismerő visszhangot váltott ki. A 21 kritikája során Matt Collar, az AllMusic munkatársa megállapította, hogy a Rumour Has It és a He Won’t Go „borzasztóan fülbemászó, lábrázós számok, és pontosan olyan dalok, amilyeneket Adele-től akarunk és várunk.” Noel Murray a The A.V. Clubtól azt írta, hogy a dal „lehengerlő”, míg Leah Greenblatt az Entertainment Weeklytől dicsérte Adele hangját, és a Shangri-Lashoz hasonlította. Chris Parkin az NME-től „egy olyan tökéletesen sejtelmes dalnak nevezte, amit David Lynch is szerethetne”. Matthew Cole a Slant Magazine-tól arra a következtetésre jutott, hogy amikor Adele egy olyan kalandos szerzeményt énekel, mint a „kísérteties Tin Pan Alley blues” a Rumour Has It-ben, akkor „minden tekintetben olyan jelenségnek tűnik, mint amilyennek a sajtó beállította”. Joanne Dorken az MTV UK-tól azt mondta, hogy a dal egy „bluesos/soul himnusz, [amely] Adele egy pimaszabb oldalát mutatja meg. A dübörgő dobokkal, a magával ragadó ütemekkel és a pimasz szöveggel nem tudsz nem tapsolni erre a Miss Adkins-féle up-tempo számra”. Jer Fairall a PopMatters-től a Rumour Has It-et „dübörgő John Barry tisztelgésnek” nevezte. A Rolling Stone írói a 29. helyre tették a dalt a „2011 50 legjobb kislemeze” listáján.
Az URB egyik írója Adele hangját egy „’40-es évekbeli, zongorás, vibrafonos lounge-énekesnőhöz” hasonlította. John Murphy a musicOMH-tól azt írta, hogy „a Rumour Has It még pimaszabb, egy briliáns blues/soul himnusz még fantasztikusabb dobolással és egy aranyos lírai csavarral a végén”. A 21 kritikája során Gary McGinley a No Ripcordtól a dalt „potenciális kislemeznek” nevezte az albumról, míg Ian Wade a BBC Online-tól „szó szerint ütős” dalnak nevezte. Allison Stewart, a The Washington Post munkatársa azt írta, hogy „Rumour Has It egy fiktív univerzumban játszódik, ahol Dusty Springfield a Ronettes frontembere”. Joseph Viney, a Sputnikmusic munkatársa az album legjobbjának választotta a dalt, dicsérve „a dobok dübörgését, az édes énekharmóniákat és a megnyert és elvesztett szerelemről szóló történetet”.
2021-ben a Parade a nyolcadik helyre sorolta a dalt a 25 legjobb Adele-dal listáján, 2022-ben pedig az American Songwriter az ötödik helyre sorolta a dalt a 10 legjobb Adele-dal listáján.

## Kereskedelmi teljesítmény
A Rumour Has It különböző formátumokban szerepelt a listákon, többek között a Rock Songs listán a 28. helyen, valamint a Triple A listán, ahol 2011 augusztusában egy hétig az első helyen szerepelt. A 2011. augusztus 3-ig tartó héten a Billboard Hot 100-as listáján a 96. helyen szerepelt. 2012 márciusáig a Rumour Has It több mint egymillió példányban kelt el az Egyesült Államokban a Nielsen SoundScan szerint, és 500 000 példány fogyott belőle a kislemez megjelenése előtt. A Rumour decemberben a 16. helyig jutott a Hot 100-as listán, amit nagyrészt a Glee szereplőinek és a műsorban való ismertté válása táplált. A tévétársulat később a 11. helyre repítette a dal és Adele Someone like You című dalának mash-upjával.

## Élő előadások és feldolgozások
Adele felvette a dalt második világkörüli turnéjának, az Adele Live-nak setlistjére. A dalt a 2011-es londoni iTunes Fesztiválon is előadta. Jeremih amerikai énekes a Billboard Mashup Mondays című sorozatában feldolgozta a dalt. Egy interjú során azt mondta: „Tudom, hogy valószínűleg még nem hallottál ilyen hangzást tőlem, ezért csak hozzá akartam nyúlni a hangomhoz. És megnézni, mit tudok vele kezdeni. [...] A bridge a kedvenc részem. Teljesen bemutatja az énekhangomat, annyira csupasz, csak a billentyűk és a gitár. Először át akartam váltani a billentyűkről a vonósokra, de az már túl sok volt.” Jessica Letkemann a Billboardtól dicsérte Jeremih tenorját és „szürkés és mégis nőies hangját”, mondván, hogy „a dal hangszerelésének lecsupaszítására összpontosított”. A feldolgozás során Jeremih utalásokat tett Vanilla Ice-ra, David Bowie-ra és Freddie Mercuryra.
Amber Riley, Naya Rivera és Heather Morris a 2011. november 15-én sugárzott Glee „Mash Off” című epizódjában a Someone like You és a Rumour Has It című dalokból énekelt egy mash-upot. A feldolgozás azonban november 10-én került fel az internetre. Jenna Mullins az E! Online-tól dicsérte a feldolgozást, mondván, hogy „le fog venni a lábunkról” az OK! egyik írója pedig úgy jellemezte, hogy „csodálatos”. Erica Futterman a Rolling Stone-tól megjegyezte, hogy a feldolgozás „az egyik legjobb dolog, amit a sorozat [eddig] csinált”. Raye Votta, a Billboard munkatársa hasonlóképpen megjegyezte, hogy a feldolgozás „vitathatatlanul a legjobb Glee előadás volt a Don’t Stop Believin óta”. A dal változatuk a Billboard Hot 100-as listáján a 11. helyen végzett, miközben az első héten 160 000 digitális letöltést értékesítettek, és ez lett az ötödik legmagasabb digitális eladási hét a Glee szereplőgárdájának kislemezei közül.. 2015 márciusáig a kilencedik legkelendőbb Glee Cast felvétel a sorozat történetében, 413 000 eladott példányszámmal az Egyesült Államokban. Kanadában a dal a kanadai Hot 100-as listán a 12. helyen debütált, 14 000 letöltéssel. A mash-up a brit kislemezlistán a 35., Ausztráliában a 28., az ír kislemezlistán pedig a 19. helyen végzett.
A dalt Katharine McPhee is feldolgozta a Smash című tévésorozatban, a „The Cost of Art” című epizódban. Az epizódban McPhee karaktere, Karen és „Marilyn” színésztársai a tánclépések gyakorlása után a színpadra lépnek, hogy a dalra ropják. Az amerikai emo zenekar, a The Promise Ring 2012 szeptemberében adta elő a dal egy változatát a The A.V. Club „A.V. Undercover” című sorozatában. Az X Factor Indonesia győztese, Fatin Shidqia Lubis ezt a dalt adta elő a Mentor's choice 2013. február 22-i epizódjában.
Az alternatív metálzenekar, a Mushroomhead a The Righteous & the Butterfly című albumán szerepeltette a dal feldolgozását.
Lexi Clark, a The Voice Australia versenyzője ezt a dalt adta elő az 5. évad első élő döntőjében, 2016. június 13-án.
2017-ben Tedder zenekara, a OneRepublic feldolgozta a dalt a 16th Annual Honda Civic Touron a Fitz and the Tantrums és James Arthur társaságában.

## Közreműködők
- Adele – dalszerző, háttérvokál, vokál
- Ryan Tedder – dalszerző, producer, elektromos gitár, zongora, Hammond-orgona, dobok, programozás, zenei és vonós hangszerelés, hangmérnök
- Jerrod "Skins" Bettis – dobok, akusztikus gitár
- Tom Elmhirst – hangkeverés
- Dan Parry – hangkeverő asszisztens, kiegészítő vokálok

## Helyezések
| Lista (2011–2012)                     | Legjobb helyezés |
| ------------------------------------- | ---------------- |
| Ausztrália (ARIA)                     | 69               |
| Ausztria (Ö3 Austria Top 40)          | 26               |
| Belgium (Ultratop 50 Flanders)        | 46               |
| Belgium (Ultratip Wallonia)           | 7                |
| Kanada (Canadian Hot 100)             | 16               |
| Franciaország (Single Top 100)        | 172              |
| Németország (Media Control Charts)    | 68               |
| Magyarország (Rádiós Top 40)          | 36               |
| Izland (RÚV)                          | 4                |
| Írország (IRMA)                       | 71               |
| Izrael (Media Forest)                 | 7                |
| Olaszország (FIMI)                    | 23               |
| Libanon (Lebanese Top 20)             | 15               |
| Mexikó (Billboard Mexican Airplay)    | 31               |
| Hollandia (Top 40)                    | 21               |
| Hollandia (Single Top 100)            | 52               |
| Lengyelország (Polish Airplay New)    | 1                |
| Skócia (Scottish Singles Top 40)      | 71               |
| Dél-Korea Nemzetközi dalok (Gaon)     | 1                |
| Egyesült Királyság (UK Singles Chart) | 85               |
| US Billboard Hot 100                  | 16               |
| US Adult Contemporary (Billboard)     | 4                |
| US Adult Top 40 (Billboard)           | 2                |
| US Rock Airplay (Billboard)           | 27               |
| US Hot Rock Songs (Billboard)         | 27               |
| US Mainstream Top 40 (Billboard)      | 8                |

| Lista (2021)                              | Legjobb helyezés |
| ----------------------------------------- | ---------------- |
| Svédország Heatseeker (Sverigetopplistan) | 20               |

| Lista (2012)                      | Helyezés |
| --------------------------------- | -------- |
| Kanada (Canadian Hot 100)         | 59       |
| US Billboard Hot 100              | 64       |
| US Adult Contemporary (Billboard) | 9        |
| US Adult Top 40 (Billboard)       | 16       |
| US Mainstream Top 40 (Billboard)  | 46       |
| Lista (2013)                      | Helyezés |
| US Adult Contemporary (Billboard) | 25       |

## Minősítések és eladási adatok
| Régió | Minősítés  | Eladott példányszám |
| --- | ---------- | ------------------- |
| Ausztrália (ARIA) | arany      | 35 000^             |
| Brazília (Pro-Música Brasil) | platina    | 60 000‡             |
| Kanada (Music Canada) | 3× platina | 240 000‡            |
| Olaszország (FIMI) | arany      | 15 000*             |
| Mexikó (AMPROFON) | arany      | 30 000*             |
| Egyesült Királyság (BPI) | platina    | 600 000‡            |
| Egyesült Államok (RIAA) | 2× platina | 2 000 000*          |
| * Eladási példányszámok kizárólag a minősítés alapján. ^ Kiszállítási példányszámok kizárólag a minősítés alapján. ‡ Eladási+streaming példányszámok kizárólag a minősítés alapján. |            |                     |

## Megjelenési történet
| Régió              | Dátum             | Formátum         |
| ------------------ | ----------------- | ---------------- |
| Egyesült Királyság | 2011. november 5. | Mainstream rádió |

## Fordítás
- Ez a szócikk részben vagy egészben  a   Rumour Has It (Adele song) című angol Wikipédia-szócikk fordításán alapul.  Az eredeti cikk szerkesztőit annak laptörténete sorolja fel. Ez a jelzés csupán a megfogalmazás eredetét és a szerzői jogokat jelzi, nem szolgál a cikkben szereplő információk forrásmegjelöléseként.